# Аймон I (граф Женевы)
Аймон I (Эймон I; фр. Aymon Ier de Genève; умер в 1125 или 1128) — граф Женевы с 1080 года.

## Биография
Родился около 1065 года. Сын Жерольда Женевского и Титбурги, сестры или дочери швабского герцога Рудольфа Рейнфельденского.
Около 1091 года отдал долину Шамони бенедиктинцим аббатства Сен-Мишель-де-ла-Клюз.
Боролся за власть в Женеве с епископом Гумбертом де Граммоном. Был отлучён от церкви, после чего в 1124 году подписал договор, по которому отказывался от города в пользу епископа. Тот, в свою очередь, уступил Аймону I свои владения на остальной территории графства.
После этого Аймон I перенес свою резиденцию в Анси (хотя в Женеве в его владении остался замок Бур-де-Фур).
Умер 12 мая 1125 или 1128 года.

## Семья
Аймон I был женат дважды. Первая жена — Ита (возможно — Ида де Фосиньи, которая приходилась ему сводной сестрой: она была дочерью первого мужа его матери). Сын:
- Жеро (ум после 1090)

Дети от второй жены:
- Ласерина (1096—1140), муж — Гильом-Гуго де Руаян, сеньор де Монтейл,
- Амедей I (ок. 1110 — 1178), граф Женевы.